# Chambon-sur-Lac
Chambon-sur-Lac – miejscowość i gmina we Francji, w regionie Owernia-Rodan-Alpy, w departamencie Puy-de-Dôme.
Według danych na rok 1990 gminę zamieszkiwały 372 osoby, a gęstość zaludnienia wynosiła 8 osób/km² (wśród 1310 gmin Owernii Chambon-sur-Lac plasuje się na 491. miejscu pod względem liczby ludności, natomiast pod względem powierzchni na miejscu 53.).